# Aleksandr Boczarow
Aleksandr Boczarow, ros. Александр Бочаров (ur. 26 lutego 1975 w Irkucku) – rosyjski kolarz jeżdżący w barwach Credit Agricole. Z tym zespołem jest związany od 2004 roku. Zawodowo jeździ od 2000 roku.

## Sukcesy
- 2001 – Tour de France – 16. miejsce
- 2001 – Mistrzostwa Świata – 19. miejsce

- 2002 – Jacob’s Creek Tour Down Under – 2. miejsce
- 2002 – Grand Prix Ouverture „La Marseillaise” – 2. miejsce
- 2002 – Tour de France – 30. miejsce

- 2006 – Tour Méditerranéen – 2. miejsce
- 2006 – Mistrzostwa Świata – 8. miejsce

- 2008 – Etap 3. Tour Méditerranéen
- 2008 – Tour Méditerranéen – 1. miejsce
- 2008 – Tour du Haut Var – 3. miejsce
- 2008 – Tour de France – 18. miejsce

## Zespoły
- 2000–2003 –  AG2R Prévoyance
- 2004 –  Credit Agricole